# Alexander Wang
Alexander Wang (* 26. prosince 1983) je tchajwansko-americký módní návrhář.
Ve věku 18 let se přestěhoval do New Yorku za účelem studia Parsons School of Design. V roce 2005, po dvou letech v Parsons, se rozhodl spustit vlastní módní značku, která se zaměřila na tkané oděvy. Když na podzim roku 2007  Wang představil kompletní dámskou ready-to-wear kolekci na newyorském molu, dočkal se kritických ohlasů. Neúspěch netrval dlouho a v roce 2008 získal grant CFDA/Vogue Fashion Fund v hodnotě 20 000 dolarů na rozšíření svého podnikání. Téhož roku vydal svou první kolekci kabelek. V roce 2009 vydal další dámskou kolekci a v následujícím roce první pánskou. V roce 2009 byl už plně uznáván svými konkurenty, když byl vyhlášen jako vítěz soutěže CFDA Swarovski v kategorii „designér dámské módy roku“. Též roce 2009 Wang získal další ocenění „Swiss Textiles“. Jeho kolekce jsou k mání po celém světě ve více než 700 butiků a dalších místech včetně luxusních obchodech jako Bloomingdales, Barneys New York, Neiman Marcus, Bergdorf Goodman, Dover Street Market, Brown Saks Fifth Avenueand Net-a-Porter.
Wang je i mimo jiné známý kolekcemi inspirovanými městem, což se promítlo na kolekci podzim 2008 zachycující ponurou atmosféru v tmavých tónech, na druhou stranu se o rok později v jarní kolekci zaměřil na světlé barvy jako je oranžová, prašně fialová, aqua a růžová. Avšak nejvíce se stále zaměřuje na černé tkaniny, na kterých nejvíce vynikne krejčovská dovednost Nejznámější spolupráci s oděvní značkou Balenciaga ukončil v roce 2015, aby se mohl více věnovat vlastním projektům. V současnosti probíhá spolupráce s značkou Adidas.